# Teulisna sordida
Teulisna sordida är en fjärilsart som beskrevs av Butler 1881. Teulisna sordida ingår i släktet Teulisna och familjen björnspinnare. Inga underarter finns listade i Catalogue of Life.